# Cour du Marché-Saint-Antoine
La cour du Marché-Saint-Antoine est une voie du 12e arrondissement de Paris, en France.

## Situation et accès
La cour du Marché-Saint-Antoine est une voie privée située dans le 12e arrondissement de Paris. Elle débute au 39A, avenue Daumesnil et se termine au 86, rue de Charenton.

## Origine du nom
Elle doit son nom au voisinage de l'ancien marché Saint-Antoine qui était situé place d'Aligre.

## Historique
La voie est créée sous le nom provisoire de « voie DJ/12 » et prend sa dénomination actuelle par décret municipal du 19 décembre 2001. 